# إد ريكيتس
إدوارد فلاندرز روب ريكيتس (بالإنجليزية: Ed Ricketts) (14 مايو 1897-11 مايو 1948)، المعروف باسم إد ريكيتس، كان عالم أحياء بحرية أمريكي، وعالم بيئة، وفيلسوف. اشتهر لكتابه بين أمواج المحيط الهادئ (1939)، وهو دراسة رائدة لبيئة البحار الوحلية، وتأثيره على الكاتب جون ستاينبيك، فأدى ذلك إلى تعاونهما في كتاب بحر كورتيز الذي أُعيد نشره لاحقًا باسم سجل من بحر كورتيز (1951).

## فلسفة
كتب ريكيتس ثلاث مقالات فلسفية بالإضافة إلى كتاباته عن الحياة البحرية، وواصل مراجعتها على مر السنين، ودمج الأفكار الجديدة استجابة لملاحظات كامبل وميلر وغيرهما من الأصدقاء. توضح المقالة الأولى فكرته عن «التفكير غير الغائي»، وهو طريقة لعرض الأشياء كما هي بدلًا من البحث عن تفسيرات لها. اقترح في مقالته الثانية «علم التشكّل الروحي للشعر» أربعة فصول تقدمية من الشعر، من الساذجة إلى المتسامية، وعيّن شعراءً مشهورين مثل كيتس وويتمان لهذه الفئات. يستكشف المقال الثالث «فلسفة الاختراق» السمو في جميع أنحاء الفنون ويصف لحظاته الخاصة بالاختراق، وذلك مثل أول مرة استمع بها لأوبرا مدام بترفلاي.
تقول رسائل ريكيتس إن المحادثات مع الملحن جون كيج قد ساعدته في توضيح بعض أفكاره حول الشعر، وأعطته نظرة جديدة في التركيز على الشكل أكثر من المحتوى، والتي تبناها العديد من الفنانين المعاصرين.
لم تُنشر له سوى مقالة واحدة في حياته على الرغم من تقديم ستاينبيك المقالات الثلاثة إلى العديد من الناشرين نيابة عن ريكيتس، وظهرت المقالة الأولة (بدون أن تنسب له) في فصل بعنوان «التفكير غير الغائي» في كتاب سجل من بحر كورتيز. نُشرت جميع مقالاته الرئيسية إلى جانب أعمال أخرى أقصر في كتاب الشواطئ الخارجية، في المجلدين الأول والثاني، الذي حرره جويل هيدجبيث، مع شرح إضافي للسيرة الذاتية أيضًا من قِبل هيدجبيث. يظهر جزء كبير من هذه المادة في كتاب كاثرين رودجر بعنوان «اختراق: مقالات، وصُحف، وقصص رحلات إدوارد إف. ريكيتس» (2006).
أثر ريكيتس بقوة على العديد من كتابات ستاينبيك في ثلاثينيات وأربعينيات القرن العشرين. ألهم عالم الأحياء عددًا من الشخصيات البارزة في روايات ستاينبيك، وتكررت فيها المواضيع البيئية. يشير كاتب سيرة ريكيتس الذاتية إريك إينو تام إلى انخفاض كتابة ستاينبيك بعد وفاة ريكيتس في عام 1948، باستثناء كتاب شرق عدن (1952).
أثر ريكيتس على عالم الأساطير جوزيف كامبل. كانت هذه فترة مهمة في تطور تفكير كامبل حول الرحلة الملحمية لكتاب «البطل بألف وجه». عاش كامبل لفترة من الوقت بجوار ريكيتس، وشارك في الأنشطة المهنية والاجتماعية في منزله، ورافقه إلى جانب كسينيا كيغ وساشا كاشفاروف في رحلة عام 1932 إلى جونو في ألاسكا على متن سفينة غرامبوس. عمل كامبل، مثل ستاينبيك، على رواية مكتوبة حول جولة ريكيتس كبطل، ولكنه لم يكمل الكتاب على عكس ستاينبيك.
كتب بروس روبسون أن «كامبل كان يشير إلى تلك الأيام بالأيام التي كان فيها كل شيء يأخذ شكلًا في حياته. ميز كامبل، المؤرخ الكبير لرحلة الأبطال في الأساطير، أنماطًا توازي تفكيره في أحد مقالات ريكيتس الفلسفية غير المنشورة. يمكن إيجاد أصداء كارل يونغ وروبنسون جيفرز وجيمس جويس في أعمال ستاينبيك وريكيتس وكامبل أيضًا».

## روابط خارجية
- إد ريكيتس على موقع الموسوعة البريطانية (الإنجليزية)